# پروژه مشارکتی نسل سوم شبکه تلفن همراه
پروژه مشارکتی نسل سوم شبکه سیار یک سازمان استانداردسازی است که پروتکل‌های ارتباطی را برای مخابرات سیار توسعه می‌دهد. این سازمان برای توسعه و نگهداری استانداردهای زیر شناخته می‌شود:
- استاندارهای مرتبط با سامانهٔ جهانی ارتباطات سیار (جی‌اس‌ام) و نسل دوم شبکه تلفن همراه (2G و 2.5G) مانند سرویس بسته امواج رادیویی (جی‌پی‌آراس) و سرعت داده افزایش یافته برای تحول جی‌اس‌ام (EDGE) یا جی پی آر اس افزایش یافته (EGPRS)
- استاندارهای سامانه جهانی مخابرات سیار و نسل سوم شبکه تلفن همراه (3G) مانند دسترسی به بسته‌های پرسرعت (HSPA)
- استاندارهای فرگشت بلندمدت و نسل چهارم شبکه تلفن همراه (4G) مانند فرگشت بلندمدت پیشرفته و فرگشت بلندمدت پیشرفته حرفه‌ای
- استاندارهای نسل پنجم با بسامد رادیویی نو و  نسل پنجم شبکه تلفن همراه (5G)
- زیرسامانه چندرسانه‌ای آی‌پی تحول‌یافته که به روش دسترسیِ مستقل، توسعه یافته است.

## ساختار
پروژه مشارکتی نسل سوم شبکه سیار کنسرسیومی از هفت انجمن محلی مخابراتی به عنوان «اعضای پایه» (شرکای سازمانی) و گستره‌ای از دیگر سازمان‌ها به عنوان «اعضای وابسته» (شرکای نماینده بازار) است. پروژه مشارکتی نسل سوم شبکه سیار کار خود را سه جریان مختلف، سازماندهی می‌کند: شبکه‌های دسترسی بی‌سیم، خدمات و خصوصیات سامانه‌ها، و هسته شبکه و سامانه‌ها.
پروژه مشارکتی نسل سوم شبکه سیار در دسامبر ۱۹۹۸ با هدف تعریف ویژگی‌های نسل سوم شبکه سیار بر پایه سامانه نسل دوم جی‌اس‌ام شبکه سیارو در حوزه عمل مخابرات سیار بین‌الملل-۲۰۰۰ اتحادیه بین‌المللی مخابرات آغاز به کار کرد. این را نباید با پروژه مشارکتی دوم نسل سوم شبکه سیار اشتباه گرفت که سامانه دسترسی چندگانه تقسیم کدی ۲۰۰۰ (CDMA2000) را در رقابت با نسل سوم شبکه سیار توسعه داد.
ستاد پروژه مشارکتی نسل سوم شبکه سیار با نام «مرکز شایستگی سیار» در ستاد نهاد استانداردهای مخابراتی اروپا در پارک علم و فناوری سوفیا آنتیپلیس در والبون، نزدیکی نیس، جنوب خاور فرانسه است.